# Derecho internacional humanitario

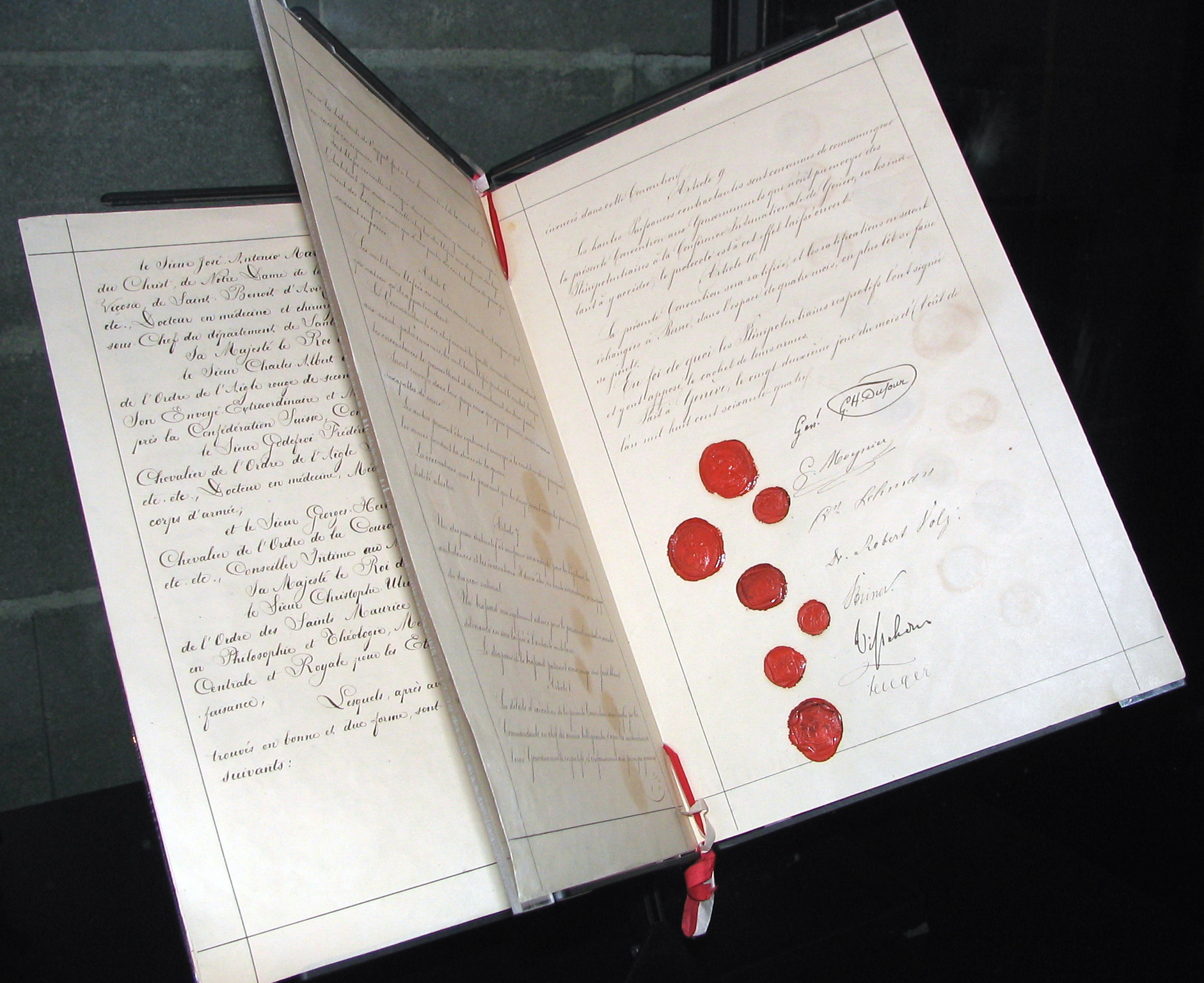
Documento original del Primer Convenio de Ginebra.

El derecho internacional humanitario (DIH) es una rama del derecho internacional público que busca atenuar y limitar los efectos de los conflictos armados protegiendo a las personas que no participan en las hostilidades o que han decidido dejar de participar en el enfrentamiento, también restringen y regulan los medios y métodos de guerra a disposición de los combatientes; regula la conducta en los conflictos armados (ius in bello). Se compone de una serie de normas, en su mayoría reflejadas en los Convenios de Ginebra de 1949 y sus protocolos adicionales.
Las normas del Derecho Internacional Humanitario pretenden evitar y limitar el sufrimiento humano en tiempos de conflictos armados. A su vez, pretenden limitar o prohibir el uso de ciertos métodos de guerra, pero no determinan si un país tiene derecho a recurrir a la fuerza, tal y como lo establece la carta de Naciones Unidas.
Estas normas son de obligatorio cumplimiento tanto por los gobiernos y los ejércitos participantes en el conflicto como por los distintos grupos armados de oposición o cualquier parte participante en el mismo.
Cabe precisar que el Derecho Internacional Humanitario es un "derecho de mínimos"; por lo que el conglomerado de derechos reconocidos en los tratados internacionales de esta materia, no son enumeraciones taxativas y que, aun cuando uno de esos tratados no consigne una cláusula expresa acerca de que hay o puede haber en otros cuerpos normativos más derechos personales, debe entenderse que un tratado no reduce ni desconoce derechos no incluidos en él; de este modo se deben reconocer los derechos emergentes del derecho interno de un Estado, o de otros pactos, o convenciones internacionales.

## Perspectiva histórica
Los antecedentes más antiguos del derecho humanitario se remontan a la Antigüedad, las normas dictadas por las antiguas civilizaciones y religiones. La guerra siempre ha estado sujeta a ciertas leyes y costumbres. En la mayoría de los casos, las razones para un trato menos cruel solían ser económicas. Los romanos dejaron de ejecutar a los prisioneros de guerra para contar con ellos como mano de obra esclava.
El fenómeno de la guerra y su regulación se encuentra ya entre los sumerios. El código de Hammurabi  (1728-1686 a. C.) establecía la guerra como una situación gobernada por la ley, y así, se exigía una declaratoria para su inicio así como un acuerdo de paz que le pusiera término, garantizándose la protección de los más débiles. Los hititas, además de los sumerios, respetaban a la población civil del enemigo, y también exigían una declaración formal de la guerra así como de la paz. El rey persa Ciro I (700 aC) trataba a los heridos de los enemigos al igual que a los suyos. La Ley de Manú (India, 400 aC) prohibía el uso de ciertas armas envenenadas, atacar a los adversarios rendidos, y también establecía algún tipo de protección para los bienes del enemigo.

La regulación que se llevará a cabo en el siglo XIX poniéndose las bases del Derecho Internacional Humanitario como tal, tuvo pues antecedentes muy antiguos en el plano del derecho. En cuanto a la filosofía del derecho, hubo muchos pensadores, filósofos y religiosos que se ocuparon de los aspectos más cercanos de la guerra. En el siglo XVI, Grocio escribía:
“En cuanto las armas hablan, no hay ya respeto alguno del Derecho, divino o humano. Todo ocurre como si, en virtud de un decreto general, la furia públicamente desenfrenada permitiera todos los crímenes”
y Rousseau en el Contrato Social (1725) retoma esta idea señalando que
“la guerra no es en modo alguno una relación de hombre a hombre, sino una relación de Estado a Estado en la que los individuos solo son enemigos accidentalmente”, por lo que, “como la finalidad de la guerra es la destrucción del Estado enemigo, se tiene derecho a matar a los defensores siempre que tengan las armas en la mano; pero, en cuanto las deponen y se rinden, dejan de ser enemigos y vuelven a ser simplemente hombres, y ya no se tiene derecho sobre sus vidas”.

## Origen

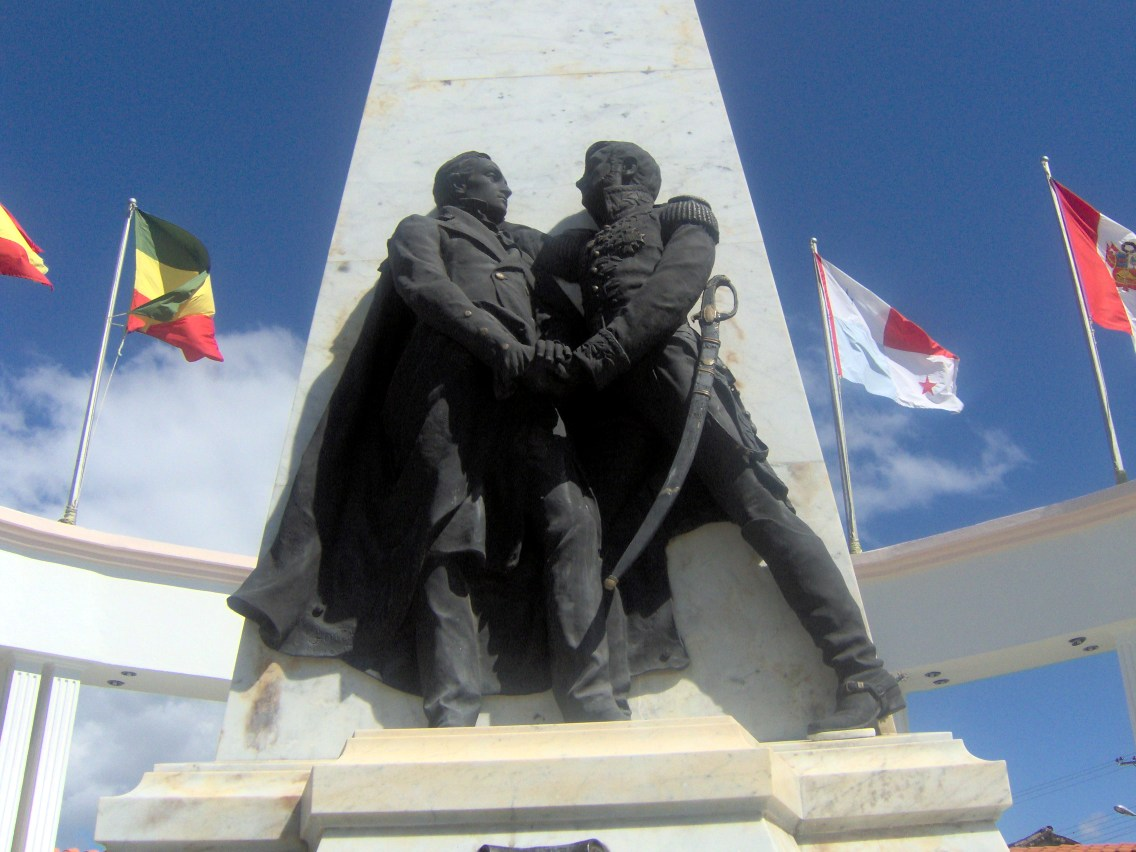
Abrazo de Bolívar y Morillo en ocasión de la firma del Tratado de Armisticio y Regularización de la Guerra en Santa Ana de Trujillo (Venezuela).

El más importante antecedente del DIH actual es el Tratado de Armisticio y Regularización de la Guerra, suscrito y ratificado en 1820 entre las autoridades del entonces gobierno de la Gran Colombia y el Jefe de las Fuerzas Expedicionarias de la Corona Española, en la ciudad venezolana de Santa Ana de Trujillo. Este tratado fue suscrito en el marco del conflicto de la Independencia, siendo el primero en su género en Occidente.
A partir de entonces, en el siglo XIX, los Estados han aceptado un conjunto de normas basado en la amarga experiencia de la guerra moderna, que mantiene un cuidadoso equilibrio entre las preocupaciones de carácter humanitario y las exigencias militares de los Estados. 
El más directo antecedente de lo que sería el DIH lo encontramos a mitad del siglo XIX. Tras la batalla de Solferino (1859) el banquero suizo Henry Dunant en Recuerdos de Solferino propuso la adopción de dos medidas para aliviar parte del sufrimiento provocado por las guerras: por un lado la fundación en cada país de sociedades privadas de socorro que pudieran colaborar con los servicios sanitarios militares (lo que dio origen al Movimiento Internacional de la Cruz Roja y de la Media Luna Roja), y, en segundo lugar, la aprobación de un tratado para facilitar el trabajo de esas organizaciones y garantizar que los heridos recibieran un tratamiento apropiado. Poco tiempo después el gobierno suizo convocó a los estados a participar en una Conferencia (1864) que daría lugar al llamado Derecho de Ginebra para la protección de las víctimas de las guerras. 
En 1860 se promulgó la Declaración de San Petersburgo que limitaba el uso de determinados proyectiles y que dio lugar al Derecho de La Haya y a la firma de diecisiete convenios (Conferencias de Paz de La Haya, 1899 y 1907) limitando el uso de ciertos métodos y medios de combate.
Otro importante antecedente que inspiró los comienzos del Derecho Internacional Humanitario fueron las Instrucciones para la conducción de los ejércitos de los Estados Unidos en campaña, conocidas también como el Código Lieber, que restringía el uso de ciertos métodos y medios de combate y que protegía a las víctimas de los conflictos (propiedad pública y privada del enemigo; protección de personas y especialmente de mujeres, de la religión, las artes y las ciencias). 
El movimiento codificador iniciado en Ginebra en 1864 prosiguió durante el siglo XX, ya que las dos guerras mundiales supusieron la adopción de numerosos tratados que se complementan entre sí. Así, en 1925, se adoptó el Protocolo sobre la prohibición del empleo en la guerra de gases asfixiantes, tóxicos o similares; y en 1929 los Convenios de Ginebra relativos al trato de prisioneros de guerra y para mejorar la suerte de los heridos y enfermos de los ejércitos en campaña. Sin embargo, las  Reglas sobre la Guerra Aérea elaboradas en La Haya en 1923 no se llegaron a adoptar, al no ser aprobadas con carácter vinculante.
En la misma medida en que ha crecido la comunidad internacional, ha aumentado el número de Estados que ha contribuido al desarrollo del DIH. Actualmente, este puede considerarse como un Derecho verdaderamente universal.
El DIH y las normas relativas a los derechos humanos se aplican durante situaciones tácticas distintas. Los derechos humanos son exigibles en tiempo de paz, es decir que sus normas son plenamente operativas en circunstancias normales dentro de un esquema institucionalizado de poderes en el que el estado de derecho es la regla. El DIH se aplica durante conflictos armados tanto de carácter interno como de carácter internacional. El DIH es en esencia un derecho de excepción.
Los derechos humanos y el DIH tienen orígenes distintos. Los derechos humanos se gestaron en el orden interno de los estados. Aparecen hoy reconocidos en los sistemas jurídicos nacionales, incluso con rango constitucional. Los derechos humanos continúan siendo materia regida e implementada primordialmente por cada Estado. A partir de la Segunda Guerra Mundial la comunidad internacional experimentó la necesidad de controlar en el ámbito internacional a aquellos que en principio debían garantizar la efectiva aplicación de los derechos humanos dentro de sus propias jurisdicciones. En reiteradas ocasiones fue el propio Estado quien, debiendo garantizar y proteger los derechos y garantías de los individuos reconocidos en su jurisdicción doméstica, terminaba siendo el violador sistemático de esos derechos.
La internacionalización de la regulación interna de los derechos humanos determinó un quiebre al principio de la no-intervención en los asuntos de exclusiva jurisdicción doméstica. Las violaciones sistemáticas a los derechos humanos dentro de un Estado podían involucrar un quebrantamiento o amenaza a la paz tanto regional como internacional.
La evolución de los derechos humanos tanto en el ámbito interno como internacional estuvo y está relacionada con posiciones político filosóficas que han dado lugar al desarrollo de ideologías contrapuestas en cuanto al verdadero contenido y alcance de los derechos sujetos a una debida protección estadual y a un adecuado control internacional.
Por su parte el DIH irrumpe en las relaciones entre estados durante la segunda parte del siglo XIX como una respuesta de la comunidad internacional a los horrores de la guerra. En este sentido el DIH nace y se desarrolla como un movimiento no politizado, tomando distancia de las corrientes del pensamiento político en general. La necesidad de limitar los sufrimientos innecesarios de los combatientes heridos y enfermos en el campo de batalla fue el eslabón inicial de una cadena de protecciones acotadas a categorías específicas de individuos afectados por los conflictos armados. La incorporación de nuevas categorías de víctimas de los conflictos implicó una evolución constante en cuanto a la ampliación del ámbito de aplicación personal del DIH. A los heridos y enfermos en el campo de batalla le siguió en el tiempo la regulación de la protección debida a los náufragos, luego la de los prisioneros de guerra y como consecuencia de las traumáticas experiencias vividas durante la Segunda Guerra Mundial, finalmente se reguló la protección debida de la población civil afectada por conflictos armados. Existen hoy día nuevas categorías específicas de personas protegidas, como así también se protege dentro del DIH a determinados grupos de personas vulnerables (mujeres, niños) dentro de situaciones de conflictos armados.

## Contenido
El DIH se encuentra esencialmente contenido en los cuatro Convenios de Ginebra el 12 de agosto de 1949, en los que son parte casi todos los Estados. Estos Convenios se completaron con otros dos tratados: los Protocolos adicionales de 1977 relativos a la protección de las víctimas de los conflictos armados. Hay así mismo otros textos que prohíben el uso de ciertas armas y tácticas militares o que protegen a ciertas categorías de personas o de bienes. Son principalmente:
- La Convención de La Haya de 1954 para la protección de los bienes culturales en caso de conflicto armado y sus dos Protocolos;
- La Convención de 1975 sobre Armas Bacteriológicas;
- La Convención de 1980 sobre Ciertas Armas Convencionales y sus cinco Protocolos;
- La Convención de 1993 sobre Armas Químicas;

- El Protocolo facultativo de la Convención sobre los Derechos del Niño relativo a la participación de niños en los conflictos armados.

Ahora se aceptan muchas disposiciones del DIH como Derecho consuetudinario, es decir, como normas generales aplicables a todos los Estados.

## Función y servicio
La función del DIH distingue entre conflicto armado internacional y conflicto armado sin carácter internacional. En los conflictos armados internacionales se enfrentan, como mínimo, dos Estados. Los conflictos armados sin carácter internacional se enfrentan, en el territorio de un mismo Estado, las fuerzas armadas regulares y grupos armados disidentes, o grupos armados entre sí. En ellos se aplica una serie más limitada de normas, en particular las disposiciones del artículo 3 común a los cuatro Convenios de Ginebra y el Protocolo adicional II.

### Conflictos armados internacionales y nacionales
A los conflictos armados internacionales los define a partir de un criterio objetivo y no se parte de la declaración de guerra como elemento para catalogar un conflicto de internacional, el criterio al contrario estriba en la existencia de hostilidades efectivas entre fuerzas militares de dos estados.
Por otro lado las reglas de derecho internacional humanitario también se aplican a los conflictos armados no internacionales.

### Derecho internacional humanitario y Derecho de los derechos humanos
Es importante hacer la distinción entre Derecho internacional humanitario y Derecho de los derechos humanos. Aunque algunas de sus normas son similares, estas dos ramas del Derecho internacional se han desarrollado por separado y figuran en tratados diferentes. En particular, el Derecho de los derechos humanos, a diferencia del DIH, es aplicable en tiempo de paz y muchas de sus disposiciones pueden ser suspendidas durante un conflicto armado.
El DIH cubre dos ámbitos:
- La protección de las personas que no participan en las hostilidades.
- Una serie de restricciones de los medios de guerra, especialmente las armas, y de los métodos de guerra, como son ciertas tácticas militares (por ejemplo utilizar uniformes o distintivos del ejército enemigo durante la batalla, táctica que por cierto, era utilizada por los alemanes en ciertas ocasiones durante la Segunda Guerra Mundial).

El DIH prevé la obligación de los estados de “respetar” y “hacer respetar” sus normas (art. 1 común a los cuatro Convenios de Ginebra de 1949). La relación jurídica que se genera convencionalmente, vincula a los estados entre sí. Cada estado parte en los Convenios de Ginebra de 1949 se obliga a respetar y a hacer respetar a los demás estados parte la plena vigencia de sus enunciados normativos. En la práctica, los estados han sido renuentes a manifestar su intención de cuestionar a los estados violadores del DIH. En este sentido la posición asumida por terceros estados respecto de los conflictos armados ha sido generalmente la de impulsar la prevención de nuevas o reiteradas violaciones.
Convergen así dos tendencias claramente identificables, la preventiva y la reparadora. La observancia de los derechos humanos se centraliza en la función reparadora mientras que el DIH cumple una acción eminentemente preventiva. Por esta razón la difusión del DIH es vital a efectos de diseminar el contenido de sus normas en protección de potenciales víctimas de los conflictos armados.
No obstante con el desarrollo actual del derecho internacional público contemporáneo signado por la proliferación de los derechos humanos y la disminución de los conflictos bélicos, los principio de ambas ramas del derecho tienden a acercarse siendo los principio de derecho humanos el paraguas rector del derecho internacional humanitario.

## Protección
En particular, está prohibido matar o herir a un adversario que haya depuesto las armas o que esté fuera de combate. Mutilar o mancillar los cuerpos de los soldados caídos está también prohibido por estas convenciones.

## Restricciones ante los medios y métodos militares
El DIH prohíbe, entre otras cosas, los medios y los métodos militares que:
- No distinguen entre las personas que participan en los combates y las personas que no toman parte en los combates, a fin de respetar la vida de la población civil, de las personas civiles y los bienes civiles;
- Causan daños superfluos o sufrimientos innecesarios;
- Causan daños graves y duraderos al medio ambiente.

El DIH ha prohibido el uso de muchas armas, incluidas las balas explosivas, las armas químicas y biológicas, las armas láser que causan ceguera y las minas antipersonas.